# Thomas Horn
Thomas Horn (født 1997) er en amerikansk skuespiller, bedst kendt for at spille hovedrollen som Oskar Schell i Ekstremt højt og utrolig tæt på fra 2011. Han deltog i en børneudgave af Jeopardy! i 2010, hvor han vandt 31.800$. Produceren Scott Rudin var så imponeret af Horns optræden i Jeopardy!, at han tilbød ham en prøvefilmning til rollen som Oskar Schnell, en rolle Horn har vundet tre priser for.
Horn blev født i San Francisco i 1997. Hans mor er kroat, og han taler flydende kroatisk. Horn taler også en smule spansk, og han har studeret mandarin i to år.